# ویلارجیا
ویلارجیا (به ایتالیایی: Villareggia) یک کومونه در ایتالیا است که در استان تورین واقع شده‌است. ویلارجیا ۱۱٫۱ کیلومتر مربع مساحت و ۹۹۸ نفر جمعیت دارد.